# Czerkasiwka (obwód połtawski)
Czerkasiwka (ukr. Черкасівка) – wieś na Ukrainie, w obwodzie połtawskim, w rejonie połtawskim. W 2001 liczyła 323 mieszkańców, spośród których 300 wskazało jako ojczysty język ukraiński, 21 rosyjski, a 2 inny.